# Daniel Williams (soccer)
Pour les articles homonymes, voir Daniel Williams et Williams.
Daniel Williams, né le 8 mars 1989 à Karlsruhe en Allemagne, est un joueur américain de soccer qui évolue au poste de milieu de terrain au Paphos FC.